# Фатхуллоев, Фатхулло Дастамович
Фатхулло Дастамович Фатхуллоев (тадж. Фатҳулло Фатҳуллоев; 24 марта 1990 года) — таджикский футболист, полузащитник таджикского клуба турсунзадинского Регара и национальной сборной Таджикистана.

## Карьера
Начал карьеру в 2007 году в составе душанбинского «Динамо». В 2008 году перешёл в один из сильнейших клубов Таджикистана — «Истиклол». В 2015 году вернулся в Таджикистан и в настоящее время снова выступает за «Истиклол». С «Истиклолом» выиграл несколько национальных и международных титулов, в том числе Кубок президента АФК 2012 года.
Играл за юношескую и молодёжную сборную страны. В 2007 году впервые был вызван в национальную сборную Таджикистана. На конец ноября 2015 Фатхуллоев сыграл в составе сборной Таджикистана в 48 матчах и забил 8 голов.